# Роберт Костанзо
Роберт Џејсон Костанзо (енгл. Robert Jason Costanzo; Њујорк, Њујорк, 20. октобар 1942) амерички је филмски, позоришни и телевизијски глумац, чија је специјалност карактерне улоге, пре свега ликови из света подземља или радничког миљеа.
По први пут на великом екрану, Роберт се појавио у драми Пасје поподне редитеља Сиднија Лумета.
Глумио је и у филмовима Грозница суботње вечери, Умри мушки 2, Тотални опозив. Појавио се у малим улогама у телевизијским серијама Зона сумрака, Алф, Убиство, написала је, Лоис и Кларк: Нове авантуре Супермена, Ургентни центар, Морнарички истражитељи, Дани наших живота, Пријатељи, Џои, Хана Монтана.
Давао је глас у анимираним серијама Бетмен и Нове авантуре Бетмена (детектив Харви Булок), Бонкерс и др.